# Campeonato Asiático de Handebol Feminino de 1991
O Campeonato Asiático de Handebol Feminino de 1991 foi a terceira edição do principal campeonato de andebol (português europeu) ou handebol (português brasileiro) feminino do continente asiático. O Japão foi o país sede e os jogos ocorreram na cidade de Hiroshima.
A Coreia do Sul foi campeã pela primeira vez, com o Japão segundo e a China terceiro.